# 西城街道 (常州市)
西城街道，是中华人民共和国江苏省常州市金坛区下辖的一个乡镇级行政单位。行政区域面积74.97平方公里，人口17.78万人，下辖16个社区、6个村。2015年析金城镇中南部的21个村居委会和尧塘镇的岸头村设立而来。

## 行政区划
西城街道下辖以下地区：
河滨社区、虹桥社区、翠园社区、东园社区、北门社区、花街社区、春风社区、丹阳门社区、文化社区、西门社区、小南门社区、北园社区、愚池社区、涑渎社区、南洲社区、西城社区、朱庄社区、城南村、小坵村、涑渎村、方边村、黄庄村和岸头村。